# Пхунмуль
Пхунмуль (кор. 풍물) — корейская народная музыкальная традиция, которая включает в себя игру на барабанах, танцы и пение. Большинство выступлений проводятся под открытым небом. В выступлении участвуют десятки исполнителей, которые постоянно находятся в движении. Пхунмуль своими корнями уходит к коллективному труду в сельской культуре. Первоначально он исполнялся как часть сельхозработ на сельских праздниках и в шаманских ритуалах. В наши дни пхунмуль приобрёл широкое значение и используется как политический протест или как форма исполнительного искусства.
Древние исследователи часто описывали эту традицию как нонъак, что означает «музыка фермеров», чьё использование возросло в период японской оккупации (1910—1945). Администрация культурного имущества Южной Кореи использует этот термин в обозначении народной традиции как важное нематериальное культурное имущество. Возражение исполнителей и исследователей в отношении его использования возросло в 1980-х годах, так как считалось, что колониальные власти пытались ограничить активность фермеров. Пхунмуль также известен под многими именами на всём полуострове.
Игра на барабанах — главный элемент пхунмуля. Каждая группа возглавляется исполнителем на кквэнгвари (маленький ручной гонг), а также включает, по меньшей мере, одного исполнителя на чангу (барабан в форме песочных часов), пуке (цилиндрический барабан), чине (гонг). Духовые инструменты: hojeok, senap, или nalari и nabal, также используются иногда вместе с барабанами. Вслед за барабанщиками идут танцоры, часто играющие на сого — крошечный барабан, чей звук почти неслышен и пытающиеся при этом сделать акробатические движения. Чапхсэк (актёры) одеваются в карикатурные наряды, обозначающие определённые деревенские роли, чтобы таким образом привлекать зрителей, размывая границы между исполнителями и аудиторией. Минъё (народные песни) и пения иногда допускаются в пхунмуле, зрители с энтузиазмом поют и танцуют вместе с исполнителями. Большинство минъё — набор барабанных ударов в одном из нескольких чантан (ритмы), которые общи для пхунмуля, санджо, пхансори и других традиционных корейских музыкальных жанров.
Исполнители пхунмуля носят разные разноцветные наряды. Цветочный вариант буддийского ккоккаль — типичный головной убор. Наиболее профессиональные исполнители иногда надевают санмо — шляпы с длинными лентами, которые во время движения образуют сложные узоры.

## Классификация
Пхунмуль был впервые признан как важное нематериальное культурное имущество под названием «нонъак сыпичха» (12 движений сельской музыки) в 1966 году. Название было упрощено до «нонъак» в 1980-х годах для того, чтобы обозначать под этим названием и региональные варианты. В настоящее время Администрация культурного имущества признаёт пять региональных стилей этой традиции, каждый из которых назван по месту его распространения. Все пять стилей находятся под номером 11 важного нематериального культурного имущества. Сюда входят: чинджу самчхонпхо нонъак из Кёнсан-Намдо (назван в 1966 году), пхёнтхэк нонъак из Кёнгидо (1985), ири нонъак из Чолла-Пукто (1985), каннын нонъак из Канвондо (1985), имсиль пхильпон нонъак из Чолла-Пукто (1988). Каждый стиль уникален в своём подходе к ритмам, костюмам, музыкальным инструментам, философии исполнения: чинджу самчхонпхо для ённам (영남), пхёнтхэк нонъак для уттари (웃다리), ири для хонамуто (호남우도), каннын для ёнтон (영동), имсиль пхильпон для хонамджвато (호남좌도).
Большинство исследователей, занимающиеся пхунмулем, обращают своё внимание в основном на два отличающиеся друг от друга стиля из региона Хонам, включающего две провинции Чолла-Пукто и Чолла-Намдо. В этом регионе названия «чвадо» (левый) для имсиль пхильпон и «уто» (правый) для ири определены в соответствии с геомантическими принципами. Глядя на юг из «центра» (Сеула — столицы Кореи), уто указывает на запад, а чвадо на восток. Сравнительные исследования между двумя стилями вызвали формирование стереотипов среди групп профессионалов. Хонамджвадо стал известен переменным строением и быстрым ритмом, в то время как хонамуто имеет медленный, но изящный ритм.

## История

### Ранняя история
Во времена Чосона эта народная традиция была основным способом музыкального выражения большинства населения страны. В наше время многие исследователи и исполнители утверждают, что термин «нонъак» (хангыль — 농악; ханча — 農樂) был введён, чтобы препятствовать широкому использованию этой традиции среди корейского народа.

### Возрождение
Общественная поддержка пхунмуля по-настоящему улучшилась немногим за десятилетие после его признания и финансовой поддержкой правительства. Среди корейцев, которые переехали в города и перестали носить традиционную одежду, не было должного интереса к пхунмулю. Это было связано с введением западного стиля концертных залов и ростом повышенного интереса к западной классической и популярной музыки.
В 1977 году выдающийся архитектор Ким Су Гын (김수근) проектировал «Конгансаран» (공간사랑) — зал для исполнения традиционной корейской музыки и танцев, находящийся в столице, и приглашал артистов и исследователей для организации этих концертов. Во время исполнения первого концерта в феврале 1978 года группа из четырёх человек под руководством Ким Тук Су и Ким Ён Тэ — оба являются членами трупы «Намсадан Нори» (남사당놀이), исполнили импровизированную постановку пхёнтхэк (уттари) пхунмуль с каждым из четырёх основных инструментов. В отличие от традиционного пхунмуля, это представление было исполнено в сидячем положении лицом к слушателям и показывали различные ритмы с большой гибкостью. Аудитория хорошо восприняла это представление и вскоре, через три месяца, состоялся второй концерт. Фольклорист Сим У Сон, который представил обоих мужчин клубу «Конгансаран», назвал группу «Самульнори» (хангыль — 사물놀이; ханча — 四物놀이), что означает «играть на четырёх инструментах». В итоге самульнори стал означать целый жанр, а также называться институты и ансамбли по всей Южной Кореи. Термин «нонъак» по-прежнему используется для того, чтобы отличать традиционный пхунмуль от новых концертных и городских форм.

## Международный охват
Многие сообщества американских корейцев по всем США исполняют пхунмуль. Во многих городах существуют группы исполняющие пхунмуль, особенно, в таких, как Окленд, Лос-Анджелес, Чикаго, Нью-Йорк и Балтимор. Пхунмуль исполняют студенческие группы во многих университетах.
Однако, хотя пхунмуль и получил широкую популярность, он по-прежнему остаётся сложным для изучения и исполнения в США. Главная этому причина - нехватка ресурсов и учителей по сравнению с Кореей, где существуют центры по сохранению и обучению местным стилям пхунмуля.